# Aeroporto Internacional de Quigali

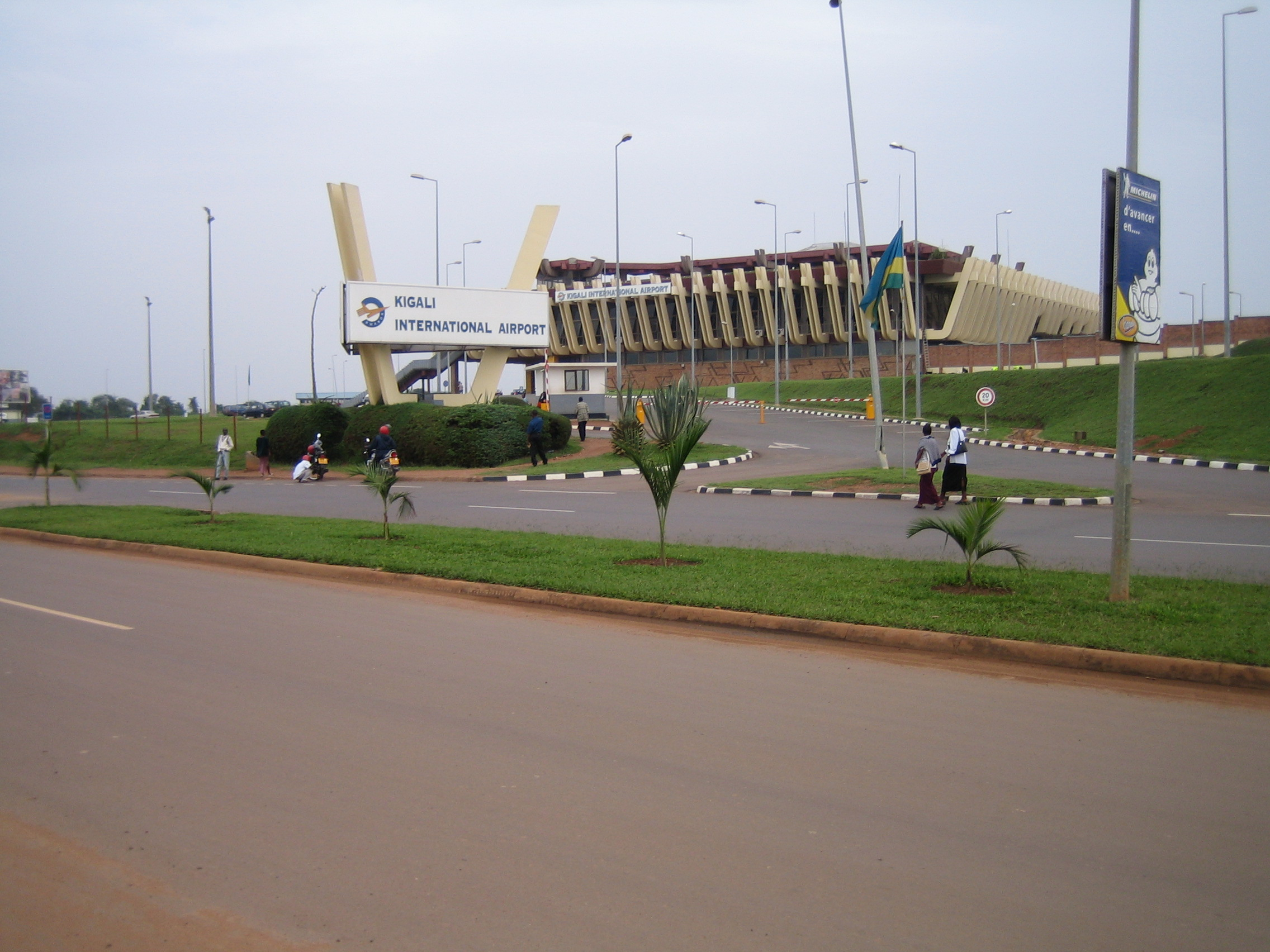
Terminal do Aeroporto Internacional de Quigali (IATA: KGL, ICAO: HRYR).

O Aeroporto Internacional de Quigali (IATA: KGL, ICAO: HRYR) é um aeroporto internacional localizado na cidade de Quigali, capital de Ruanda, sendo o principal aeroporto do país, existe um plano de substituição do aeroporto por outro.